# ISO 3166-2:HR
ISO 3166-2:HR is een ISO-standaard met betrekking tot de zogenaamde geocodes. Het is een subset van de ISO 3166-2 tabel, die specifiek betrekking heeft op Kroatië. 
De gegevens werden tot op 13 december 2011 geüpdatet op het ISO Online Browsing Platform (OBP). Hier worden 20 provincies -  county (en) / comté (fr) / županija (hr) – en 1 stad - city (en) / ville (fr) / grad (hr) – gedefinieerd.
Volgens de eerste set, ISO 3166-1, staat HR voor Kroatië, het tweede gedeelte is een tweecijferig nummer.

## Codes
| Code  | Nederlands            | Kroatisch                       | Categorie |
| ----- | --------------------- | ------------------------------- | --------- |
| HR-07 | Bjelovar-Bilogora     | Bjelovarsko-bilogorska županija | provincie |
| HR-12 | Brod-Posavina         | Brodsko-posavska županija       | provincie |
| HR-19 | Dubrovnik-Neretva     | Dubrovačko-neretvanska županija | provincie |
| HR-21 | Zagreb                | Grad Zagreb                     | stad      |
| HR-18 | Provincie Istrië      | Istarska županija               | provincie |
| HR-04 | Karlovac              | Karlovačka županija             | provincie |
| HR-06 | Koprivnica-Križevci   | Koprivničko-križevačka županija | provincie |
| HR-02 | Krapina-Zagorje       | Krapinsko-zagorska županija     | provincie |
| HR-09 | Lika-Senj             | Ličko-senjska županija          | provincie |
| HR-20 | Međimurje             | Međimurska županija             | provincie |
| HR-14 | Osijek-Baranja        | Osječko-baranjska županija      | provincie |
| HR-11 | Požega-Slavonië       | Požeško-slavonska županija      | provincie |
| HR-08 | Primorje-Gorski Kotar | Primorsko-goranska županija     | provincie |
| HR-03 | Sisak-Moslavina       | Sisačko-moslavačka županija     | provincie |
| HR-17 | Split-Dalmatië        | Splitsko-dalmatinska županija   | provincie |
| HR-15 | Šibenik-Knin          | Šibensko-kninska županija       | provincie |
| HR-05 | Varaždin              | Varaždinska županija            | provincie |
| HR-10 | Virovitica-Podravina  | Virovitičko-podravska županija  | provincie |
| HR-16 | Vukovar-Srijem        | Vukovarsko-srijemska županija   | provincie |
| HR-13 | Zadar                 | Zadarska županija               | provincie |
| HR-01 | Provincie Zagreb      | Zagrebačka županija             | provincie |